# 玉顯縣
玉顯縣是越南金甌省下辖的一个县，在省莅金瓯市以南80公里处。面积743.298平方公里，2017年总人口78033人。

## 地理
玉显县北接南根县，东临南中国海，西临泰国湾。

## 历史
1978年12月29日，明海省增设南根县，南根县下辖1市镇28社。
1979年7月25日，园安社分设为沿安东社、沿安西社和坦㙁社3社，南根社分设为咸泷社、坦买社和南根市镇1市镇2社，新恩社析置三江社，郭品B社分设为清从社、新田社和合从社3社，郭品A社分设为新中社、安立社和新安社。
1984年5月17日，南根县新田社、新安社、清从社、新中社、安立社划归玉显县管辖；南根县仍辖新恩社、合从社、咸泷社、坦买社、三江社、坦㙁社、沿安东社（园安东社）、沿安西社（园安社）和南根市镇1市镇8社，县莅南根市镇。
1984年12月17日，南根县更名为玉显县。
1987年2月14日，南根市镇改制为行淎社，坦㙁社析置南根市镇，新设立的南根市镇为玉显县莅。
1996年11月6日，明海省分设为金瓯省和薄寮省，玉显县划归金瓯省管辖。
1999年6月25日，新恩社析置新恩西社。
2000年8月29日，三江社析置三江西社和三江东社。
2003年11月17日，以咸泷社、坦买社、行淎社、合从社、三江社、三江东社和南根市镇1市镇6社析置南根县；玉显县仍辖三江西社、新恩社、新恩西社、园安社、园安东社、坦㙁社6社。
2009年6月4日，新恩社析置沥梏市镇。

## 行政区划
玉显县下辖1市镇6社，县莅沥梏市镇。
- 沥梏市镇（Thị trấn Rạch Gốc）
- 坦㙁社（Xã Đất Mũi）
- 三江西社（Xã Tam Giang Tây）
- 新恩西社（Xã Tân Ân Tây）
- 新恩社（Xã Tân Ân）
- 园安社（Xã Viên An）
- 园安东社（Xã Viên An Đông）

## 经济
玉显县经济以农业、渔业为主，特别是小虾教养场。